# Kristiaan Van Ingelgem
Kristiaan Van Ingelgem (Sint-Gillis-bij-Dendermonde, 9 juni 1944 - Aalst, 15 februari 2024) was een Belgisch organist en componist.
Hij kreeg zijn eerste orgellessen van zijn vader Frans-Jan, die organist en koorleider was in Opwijk. Daarna begon een studie van 1954 tot 1958 aan de Muziekacademie van Dendermonde. Van 1961 tot 1969 studeerde hij aan het Lemmensinstituut te Leuven. Daar mocht hij in 1967 een laureaat ontvangen voor orgel en pedagogiek, in 1969 gevolgd door de Prijs Lemmens-Tinel. Hij was toen leerling van Kamiel D'Hooghe. Verdere studies vonden plaats aan het Conservatorium Maastricht (solistendiploma in 1972 voor orgel en improvisatie). Hij ontving voorts nog de Stimusprijs voor uitvoering van hedendaagse composities.
Vanaf 1970 begon hij les te geven aan diverse muziekinstellingen, zoals de Koninklijke Beiaardschool in Mechelen, Rijksmuziekacademie in Etterbeek, Kunsthumaniora Brussel en Muziekacademie in Aalst. Vanaf 1972 was hij organist van de Sint-Martinuskerk aldaar en trad op als organisator van jaarlijkse orgelconcerten daar. Hij was vanaf 1976 verbonden aan het Koninklijk Conservatorium Brussel (praktische harmonie aan de Nederlandstalige afdeling). Hij verleende zijn medewerking aan Festival van Vlaanderen, de Belgische Radio- en Televisieomroep (organist in het orkest van die omroep). Hij trad voorts op in binnen- en buitenland met orgelrecitals.
Alhoewel grotendeels bekend als improvisator verscheen er van zijn een aantal composities. Voor orgel zijn dat een Toccata, een Sonate, Passacaglia en fuga en een Fuga op een dodecafonisch thema. Ook binnen de kamermuziek was hij actief als componist, hij schreef onder meer een Fantasie voor hobo, cello en piano en een Sonate voor viool en piano. Verder zijn koorwerken van hem bekend (Missa brevis en Te Deum). Uiteraard ontbreken werken voor beiaard en piano niet. Andere te noemen werken zijn Sprookje op de naam Fabiola, dat in 1998 een verplicht werk was bij een beiaardconcours te Mechelen, en Kapellekensbaan voor kamerorkest geïnspireerd op de gelijknamige roman van Louis Paul Boon.
Het werk Beiaardsuite leverde hem de Jef Denijn-prijs op.
Op 9 juni 2019 vierde hij zijn 75e verjaardag. Zijn zoon Maarten Van Ingelgem is tevens componist en zijn dochter Tineke Van Ingelgem is operazangeres.
- Gemeinsame Normdatei: 1089815522
- International Standard Name Identifier: 0000 0001 3998 0550
- MusicBrainz: 2111219f-a16c-499e-ac85-559eb99a6b94
- Virtual International Authority File: 1374145857086722921989